# Bosmont-sur-Serre
Bosmont-sur-Serre là một xã ở tỉnh Aisne, vùng Hauts-de-France thuộc miền bắc nước Pháp.